# 格里斯沃爾德維爾 (喬治亞州)
格里斯沃爾德維爾（英語：Griswoldville）是位於美國喬治亞州瓊斯縣的一個非建制地區。該地的面積和人口皆未知。

## 地理
格里斯沃爾德維爾的座標為32°52′14″N 83°29′20″W / 32.87056°N 83.48889°W，而該地的平均海拔高度為133米（即436英尺）。